# Lex Borrero
Alejandro Borrero (Bogotá, 1986), conocido como Lex Borrero, es un productor musical, compositor, ejecutivo discográfico, director creativo, productor de cine y televisión, inversionista y emprendedor colombiano. Cofundador de las compañías de entretenimiento NEON16, Ntertain Studios y AM16 Agency, ha trabajado con artistas como Tainy, J Balvin, Bad Bunny, Maroon 5, Justin Bieber, Maluma, Karol G, Selena Gomez, Daddy Yankee, Dua Lipa, Rauw Alejandro y Thalía, entre otros.
Se desempeñó como productor ejecutivo y juez de la serie de Netflix La firma y como productor ejecutivo del seriado Los Montaner, obteniendo por esta última un Premio Produ y una nominación a los Latin Rose d'Or. Asimismo, obtuvo dos nominaciones en los Premios Grammy Latinos de 2021 por su trabajo como compositor en la canción «Agua» de Tainy y J Balvin, incluida en la banda sonora del filme animado The SpongeBob Movie: Sponge on the Run.
Sus colaboraciones han vendido alrededor de 500 millones de discos a nivel mundial. En 2020 fue incluido en la lista de la revista Billboard «40 Under 40», y en 2023 fue nombrado como «Latin Power Player» en otro listado de Billboard.

## Biografía

### Inicios
Nacido en Bogotá en 1986, Borrero vivió unos años en Colombia antes de establecerse en Miami, Florida. Su primera experiencia en la industria de la música vino de una pasantía en Studio Center, un estudio de grabación en Miami, donde conoció a un joven artista de hip hop latino que le permitió producir su primer EP, lo cual llevó a su primer contrato discográfico.
Poco tiempo después decidió mudarse a Nueva York para intentar mostrar su música a los grandes sellos discográficos y construir una carrera como productor musical. Eventualmente, su falta de éxito lo llevaría a quedarse sin hogar. Comenzó a hacer pasantías durante el día y a repartir un CD de beats a los ejecutivos y empleados de Sony en las noches. Esto lo llevó a una sesión de estudio con Puff Daddy (conocido actualmente como «Diddy»), quien le dio su primera oportunidad de ser productor en la canción «Diddy Boppin'».
En 2008 regresó a Miami y lanzó la conferencia de música Beats on the Beach junto con J Hatch, fundador de la plataforma iStandard. Durante el evento conoció a Alexander «Eskeerdo» Izquierdo, un joven artista y escritor que le presentó a sus socios, los productores Stefan Johnson y Jordan K. Johnson, quienes llegarían a ser conocidos como The Monsters. Simultáneamente, conoció a los productores Clarence Coffee Jr. y Marcus Marc Lo Lomax, conocidos como The Strangerz. Los convenció de llevar a cabo una colaboración, lo que resultó en la creación del colectivo de productores The Monsters & Strangerz.
Para ayudar al nuevo grupo, fundó R8D Music Publishing junto con su socio Ivanni Rodríguez y la filántropa inversora Erika Binger, de la familia del empresario William L. McKnight. Bajo el mando de R8D manejó y llevó la publicación musical de The Monsters & Strangerz hasta 2022, año en el que vendió la empresa a BMG Chrysalis.

### Universal Music Canadá, Roc Nation y NEON16
Durante 2016 y 2019, Borrero ocupó cargos ejecutivos en Universal Music Canadá y Roc Nation, donde se desempeñó como vicepresidente ejecutivo y director del género latino. En Universal firmó al artista emergente Alx Veliz, cuya canción «Dancing Kizomba» logró la certificación de oro en Canadá y de platino en España. También creó el Songwriting Camp «Merge»,que dio lugar a múltiples canciones de artistas como Chris Brown y Pitbull.
Durante su trayectoria en Roc Nation publicó la canción «Secreto» de Karol G y Anuel AA, la cual fue certificada diamante por la RIAA Latina. Otra de las canciones publicadas por Borrero con dicha empresa fue «Mujeres» de Mozart La Para, que también obtuvo certificaciones en Estados Unidos y Latinoamérica.
En 2019 dejó su puesto en Roc Nation después de conocer al compositor y productor puertorriqueño Tainy y ver la oportunidad de crear una nueva compañía. De esta forma nació NEON16, una empresa que ambos fundaron junto con Ivanni Rodríguez y Pablo Batista. En 2020, la compañía produjo el álbum Sin miedo (del amor y otros demonios) de la cantante y compositora colomboestadounidense Kali Uchis, que incluye el éxito «Telepatía». Ese mismo año, NEON16 produjo el primer EP en español de Selena Gomez Revelación y el álbum de estudio de Bad Bunny x 100pre, los cuales fueron nominados en los Premios Grammy en las categorías de mejor álbum de pop latino y de mejor álbum alternativo o de rock latino, respectivamente.
En 2020, Borrero fue nombrado en la lista «40 Under 40» de la revista Billboard, y fue uno de los compositores de «Un día (One Day)» de Dua Lipa, J Balvin, Tainy y Bad Bunny, canción que fue nominada a los Premios Grammy como mejor interpretación de pop dúo/grupo y reconocida en otras ceremonias de premiación.
En 2021, NEON16 fue nombrada como la «compañía musical más innovadora» por la revista estadounidense Fast Company. El mismo año, Borrero obtuvo dos nominaciones en los Premios Grammy Latinos por su trabajo como compositor en la canción «Agua» de Tainy y J Balvin, en las categorías de canción del año y mejor canción urbana. El tema fue incluido en la banda sonora de la película animada estadounidense The SpongeBob Movie: Sponge on the Run, en la que Borrero ejerció como productor ejecutivo.

### Ntertain Studios y AM16 Agency
También en 2021, Borrero y el ejecutivo musical estadounidense Tommy Mottola anunciaron la formación de Ntertain Studios, una compañía de entretenimiento «enfocada en la experiencia latina, a través de la creación, desarrollo y producción de contenido en todos los medios», de acuerdo con el sitio web TheWrap». Entre los proyectos más destacados de la compañía se encuentra la serie de televisión Los Montaner, estrenada en 2022 a través de Disney+, La firma, estrenada en Netflix en 2023, y Thalia's Mixtape: El Soundtrack de mi vida, un documental publicado en 2023 por Paramount+ sobre la carrera de la artista mexicana Thalía. Los Montaner se convirtió en la serie más vista de la plataforma Disney+ en América Latina.
En abril de 2023, Borrero y Mottola adquirieron la agencia de marketing musical y redes sociales ARRO Media y la renombraron como AM16 Agency. La lista de clientes de la empresa incluye a Red Bull, Meta, SharkNinja, Adidas, Xbox, Paramount+ y Disney+.Durante el gran premio de Fórmula 1 de Miami, AM16 trabajó con el equipo Red Bull USA en una campaña que generó casi ocho millones de impresiones en las redes sociales y aproximadamente cuatro mil millones de impresiones en prensa.

### La firma, One Six y actualidad
En abril de 2023 creó, produjo y participó como jurado en la serie de competencia musical de Netflix La firma, una producción de Ntertain Studios y Propagate Content que sigue el viaje de doce artistas de América Latina y Estados Unidos mientras se dirigen a Miami con el objetivo de ganar un contrato de grabación con NEON16 al impresionar a un panel conformado por Rauw Alejandro, Yandel, Nicki Nicole, Tainy y Borrero, quien al final toma la decisión de otorgar o romper el contrato. La firma ingresó el Top 5 de la plataforma de streaming en varios países,y la participación de Borrero recibió críticas favorables. Isabela Raygoza de Billboard afirmó en su reseña: «Borrero intimida, pero es un gran entretenimiento. El magnate sabe cómo intensificar la escena, de una manera que te provoca morderte las uñas [...] Después de que todo está dicho y nos enteramos de quién ha perdido, Borrero se atreve a romper el contrato en dos con sus propias manos, creando así el clásico sensacionalismo de la telerrealidad basada en la competencia».
Después de colaborar durante más de quince años, Borrero e Ivanni Rodríguez se asociaron para crear One Six, un colectivo de dirección creativa especializado en proyectos en música, cine y eventos en vivo. Como miembro de One Six, Borrero se desempeñó como productor ejecutivo y productor musical en Luces de neón, serie distribuida por Netflix y protagonizada por Tyler Dean Flores, Emma Ferreira, Courtney Taylor y Jordan Mendoza.  Por su participación en la serie, recibió una nominación en la categoría Best Music Supervision - Television Comedy or Musical en los Guild Of Music Supervisors Awards.
También en 2023, Borrero fue incluido en la lista «Latin Power Players», elaborada por la revista Billboard, y participó en el panel «Culture Change Makers» en la Universidad de Míchigan, donde compartió sus experiencias en el sector del entretenimiento con estudiantes de la Escuela de Negocios Ross. El mismo año se desempeñó como A&R y productor ejecutivo en el álbum Data de Tainy, nominado a los Premios Grammy en 2024 como mejor álbum de música urbana, junto al sencillo «Lo siento BB:/», el cual ganó un Grammy Latino como mejor interpretación de reggaetón.

## Filantropía
Durante la pandemia de COVID-19, Borrero, Mottola, Tainy y Charlie Guerrero crearon la fundación Human (X), con la que apoyan económicamente variedad de causas y fundaciones a través de sus negocios en la música. En agosto de 2020, la fundación estrenó «Pa' la cultura», un sencillo distribuido por Warner Music Latina que contó con la participación de artistas como David Guetta, Manuel Turizo, Thalía, Sofía Reyes y Lalo Ebratt, entre otros. Lo recaudado por las ventas de la canción se destinó a la organización NDLON (National Day Laborer Organizing Network), encargada de brindar ayuda a las comunidades de inmigrantes afectadas por la pandemia.

## Créditos

### Música
| Año  | Título                            | Artista(s)                                                         | Rol                       |
| ---- | --------------------------------- | ------------------------------------------------------------------ | ------------------------- |
| 2019 | «I Can't Get Enough»              | Selena Gomez, Benny Blanco, J Balvin, Tainy                        | A&R y productor ejecutivo |
| 2019 | «China»                           | Anuel AA, Karol G, J Balvin, Tainy, Daddy Yankee                   | A&R y productor ejecutivo |
| 2020 | «Un día (One Day)»                | J Balvin, Dua Lipa, Bad Bunny, Tainy                               | A&R y productor ejecutivo |
| 2020 | «Agua»                            | J Balvin                                                           | A&R y productor ejecutivo |
| 2021 | «Summer of Love»                  | Shawn Mendes, Tainy                                                | A&R y productor ejecutivo |
| 2021 | «Adicto»                          | Anuel AA, Ozuna, Tainy                                             | A&R y productor ejecutivo |
| 2021 | «Oh Na Na»                        | Camila Cabello, Myke Towers                                        | A&R y productor ejecutivo |
| 2021 | «Baila conmigo»                   | Rauw Alejandro, Selena Gomez                                       | A&R y productor ejecutivo |
| 2021 | «De una vez»                      | Selena Gomez                                                       | A&R y productor ejecutivo |
| 2021 | «Dámelo to'»                      | Selena Gomez, Myke Towers                                          | A&R y productor ejecutivo |
| 2021 | «Selfish Love»                    | Selena Gomez, DJ Snake                                             | A&R y productor ejecutivo |
| 2021 | «Buscando amor»                   | Selena Gomez                                                       | A&R y productor ejecutivo |
| 2021 | «Vicio»                           | Selena Gomez                                                       | A&R y productor ejecutivo |
| 2021 | «Adiós»                           | Selena Gomez                                                       | A&R y productor ejecutivo |
| 2021 | «Una más»                         | Yandel, Rauw Alejandro, Tainy                                      | A&R y productor ejecutivo |
| 2021 | «Cámara lenta»                    | Tainy, Yandel                                                      | A&R y productor ejecutivo |
| 2021 | «Deja Vu»                         | Tainy, Yandel                                                      | A&R y productor ejecutivo |
| 2021 | «El plan»                         | Tainy, Yandel                                                      | A&R y productor ejecutivo |
| 2021 | «Háblame claro»                   | Tainy, Yandel                                                      | A&R y productor ejecutivo |
| 2021 | «Si te vas»                       | Tainy, Yandel, Saint Jhn                                           | A&R y productor ejecutivo |
| 2021 | «Buscando calor»                  | Tainy, Yandel                                                      | A&R y productor ejecutivo |
| 2021 | «Va y ven»                        | Tainy, Yandel                                                      | A&R y productor ejecutivo |
| 2021 | «F Is for Friends»                | Becky G, Trevor Daniel                                             | A&R y productor ejecutivo |
| 2021 | «Kraby Step»                      | Lil Mosey, Swae Lee, Tyga                                          | A&R y productor ejecutivo |
| 2022 | «Rómpela»                         | Yandel, Will.i.am, El Alfa                                         | A&R y productor ejecutivo |
| 2023 | «Another Day in America»          | Kali Uchis, Ozuna                                                  | A&R y productor ejecutivo |
| 2023 | «Obstáculo»                       | Tainy, Myke Towers                                                 | A&R y productor ejecutivo |
| 2023 | «La Baby»                         | Tainy, Sech, Feid, Daddy Yankee                                    | A&R y productor ejecutivo |
| 2023 | «Parasiempre»                     | Tainy, Arcángel, Jhayco, Myke Towers, Bad Bunny, Omar Courtz, Arca | A&R y productor ejecutivo |
| 2023 | «Todavía»                         | Tainy, Wisin & Yandel                                              | A&R y productor ejecutivo |
| 2023 | «Fantasma \| AVC»                 | Tainy, Jhayco                                                      | A&R y productor ejecutivo |
| 2023 | «Mojabi Ghost»                    | Tainy, Bad Bunny                                                   | A&R y productor ejecutivo |
| 2023 | «11 y once»                       | Tainy, Sech, E.VAX                                                 | A&R y productor ejecutivo |
| 2023 | «Desde las 10 (Kany's Interlude)» | Tainy, Kany García                                                 | A&R y productor ejecutivo |
| 2023 | «Mañana»                          | Tainy, The Marías, Young Miko                                      | A&R y productor ejecutivo |
| 2023 | «Buenos Aires»                    | Tainy, Mora, Zion                                                  | A&R y productor ejecutivo |
| 2023 | «Colmillo»                        | Tainy, J Balvin, Young Milo, Jowell & Randy                        | A&R y productor ejecutivo |
| 2023 | «Me jodí...»                      | Tainy, Arcángel                                                    | A&R y productor ejecutivo |
| 2023 | «Volver»                          | Tainy, Skrillex, Four Tet, Rauw Alejandro                          | A&R y productor ejecutivo |
| 2023 | «En visto»                        | Tainy, Ozuna                                                       | A&R y productor ejecutivo |
| 2023 | «Lo siento BB:/»                  | Tainy, Julieta Venegas, Bad Bunny                                  | A&R y productor ejecutivo |
| 2023 | «Si preguntas por mi»             | Tainy, Kris Floyd, Judeline                                        | A&R y productor ejecutivo |
| 2023 | «Sci-Fi»                          | Tainy, Rauw Alejandro                                              | A&R y productor ejecutivo |
| 2023 | «Corleone Interlude»              | Tainy, Chencho Corleone                                            | A&R y productor ejecutivo |
| 2023 | «Paranormal»                      | Tainy, Álvaro Díaz                                                 | A&R y productor ejecutivo |
| 2023 | «Sacrificio»                      | Tainy, Xantos                                                      | A&R y productor ejecutivo |
| 2024 | «Rasta Reggae»                    | Farruko                                                            | A&R y productor ejecutivo |

Fuentes:

### Cine y televisión
| Año  | Título                                     | Rol                                              |
| ---- | ------------------------------------------ | ------------------------------------------------ |
| 2022 | Los Montaner                               | Productor ejecutivo, creador y guionista         |
| 2023 | La firma                                   | Productor ejecutivo, creador, guionista y jurado |
| 2023 | Thalia's Mixtape: El Soundtrack de mi vida | Productor ejecutivo                              |
| 2023 | Luces de neón                              | Productor ejecutivo, productor musical           |

### Otros
| Año  | Título                         | Rol                                   |
| ---- | ------------------------------ | ------------------------------------- |
| 2022 | Tainy's Audiovisual Experience | Desarrollo de espectáculos en directo |

## Premios y reconocimientos
| Año  | Evento                            | Categoría                                             | Nominados | Obra            | Resultado | Ref.   |
| ---- | --------------------------------- | ----------------------------------------------------- | --- | --------------- | --------- | ------ |
| 2021 | Premios Grammy Latinos            | Canción del año                                       | Lex Borrero, Jhayco, Kevyn Mauricio Cruz, Derek Drymon, Mark Harrison, Stephen Hillenburg, Sky Rompiendo, Ivanni Rodríguez, Blaise Smith, Tainy, Juan Camilo Vargas | «Agua»          | Nominado  | [ 5 ]  |
| 2021 | Premios Grammy Latinos            | Mejor canción urbana                                  | Lex Borrero, Jhayco, Kevyn Mauricio Cruz, Derek Drymon, Mark Harrison, Stephen Hillenburg, Sky Rompiendo, Ivanni Rodríguez, Blaise Smith, Tainy, Juan Camilo Vargas | «Agua»          | Nominado  | [ 5 ]  |
| 2022 | Premios ASCAP                     | Winning Songwriters & Publishers                      | Lex Borrero, Selena Gomez, Álvaro Díaz | «Baila conmigo» | Ganador   | [ 51 ] |
| 2022 | Premios ASCAP                     | Winning Songwriters & Publishers                      | Lex Borrero, Casper Mágico, Flow La Movie, Nio García | «Travesuras»    | Ganador   | [ 51 ] |
| 2023 | Produ Awards                      | Mejor programa seriado no guionado                    | Lex Borrero, Chris Smith, Ivanni Rodríguez, Santiago A. Zapata | Los Montaner    | Ganador   | [ 3 ]  |
| 2024 | Premios Rose d'Or Latino          | Mejor programa de reality o factual                   | Lex Borrero, Santiago A. Zapata, Chris Smith | Los Montaner    | Nominado  | [ 4 ]  |
| 2024 | Guild Of Music Supervisors Awards | Best Music Supervision - Television Comedy or Musical | Lex Borrero e Ivanni Rodríguez | Luces de neón   | Nominado  | [ 42 ] |